# Penny Pax
Penny Pax (18 de febrer de 1989; Miami, Florida) és una actriu porno i model eròtica estatunidenca.

## Biografia
Penny Pax, nom artístic de Kaila Katesh Freas, va néixer a la ciutat de Miami (Florida) en el si d'una família amb ascendència irlandesa i alemanya. Va residir des de molt jove a Sacramento (Califòrnia) i Hawái abans de mudar-se a Nova Zelanda, on va realitzar el batxillerat. Nou mesos més tard, es mudaria de nou a Florida, on resideix en l'actualitat.
Va treballar com a socorrista durant cinc anys en l'estat, és membre de la International Swimming Hall of Fame i del Seminole Hard Rock Hotel and Casino Hollywood.
Va ingressar en la indústria del cinema porno en el mes de novembre de 2011, als 22 anys. En l'any 2012 va participar en la pel·lícula independent de terror Bloody Homecoming i l'any 2013 va rebre la nominació en els Premis AVN a Millor actriu revelació.
Més tard va rodar Submission of Emma Marx: Boundaries, una adaptació en clau de paròdia porno del best seller Cinquanta ombres de Grey. Per la seva actuació en aquesta pel·lícula va guanyar el Premi AVN a la Millor actriu de l'any 2016.
Fins a l'actualitat, ha rodat més de 260 pel·lícules.